# Tamás Fabiny
Tamás Fabiny (* 5. února 1959 v Budapešti) je maďarský luterský teolog, pedagog a biskup.
Je profesorem novozákonní teologie na Evangelicko-luterské teologické univerzitě v Budapešti. Od roku 2006 je biskupem severní diecéze Luterské církve v Maďarsku.
Biskup Fabiny je aktivní v prezentaci křesťanské zvěsti v médiích.